# Опечек (Окуловский район)
Опечек — деревня в Окуловском муниципальном районе Новгородской области, относится к Кулотинскому городскому поселению.

## География
Деревня Опечек расположена в 6 км к северо-востоку от города Окуловка, и 3 км к югу от посёлка Кулотино.
В 350 м к юго-западу находится деревня Бобылёво.
В 2 км к северу и к западу от деревни Опечек проходит ж/д линия Окуловка — Неболчи, проложенная здесь при обороне Ленинграда во время Великой Отечественной войны в 1941 году.

## Население
| 2010 |
| ---- |
| 3    |

## История
В XV—XVII веках деревня Опечек относилась к Полищском погосту Деревской пятины Новгородской земли.
В 1460—1470-х, на закате Новгородской республики, деревней владел знатный новгородский боярин Василий Никифоров; в 1480-х — его тесть, знатный московский боярин Василий Захарьевич Ляцкий; а в 1495 — Иван Васильевич Ляцкий.
В 1776—1792, 1802—1918 деревня Опечек находилась в Крестецком уезде Новгородской губернии. С начала XIX века — в образованной Заозерской волости Крестецкого уезда с центром в деревне Заозерье.
В 1908 в деревне Опечек было 48 дворов и 66 домов с населением 189 человек. Имелись часовня, винная и частная лавки.
Деревня Опечек относилась к Полищенскому сельсовету.

## Транспорт
Ближайшие ж/д станции расположены в Кулотино и Окуловке. Ближайшая автобусная остановка расположена в 3,2 км на трассе Окуловка—Боровичи.

## Достопримечательности
Близ деревни расположен памятник природы «Опеченские горы».